# Bilzingsleben
Bilzingsleben là một đô thị thuộc huyện Sömmerda trong bang Thüringen, nước Đức. Đô thị này có diện tích 16,79 km², dân số thời điểm 31 tháng 12 năm 2006 là 780 người.